# Toyah Willcox
Toyah Ann Willcox (Kings Heath, 18 de mayo de 1958) es una actriz y cantante británica, representativa de los primeros años de la década de 1980.
Famosa sobre todo en el Reino Unido, ha obtenido éxitos con los sencillos Thunder in the Mountain e It's a Mistery.
Colaboró en la película de Derek Jarman Jubilee (1978), en la que interpreta a una joven punk que se encuentra con la reina Isabel I transportada a la Inglaterra de los años 1970.
Está casada con el guitarrista Robert Fripp. Es autora, entre otros, del libro Diario de un lifting, publicado en 2005.
Desde septiembre de 2024, fue concursante de la vigesimosegunda temporada de Strictly Come Dancing y formó pareja con el bailarín profesional Neil Jones. Fueron la segunda pareja en ser eliminada de la competencia.

## Discografía

### Toyah
- Sheep Farming in Barnet (1979)
- The Blue Meaning (1980), número 40 (UK Albums Chart)
- Toyah! Toyah! Toyah! (en vivo) (1980), número 22 (UK Albums Chart)
- Anthem (1981), número 2 (UK Albums Chart)
- The Changeling (1982), número 6 (UK Albums Chart)
- Warrior Rock: Toyah On Tour (en vivo) (1982), número 20 (UK Albums Chart)
- Love Is the Law (1983), número 28 (UK Albums Chart)
- Mayhem (material inédito, 1985)

### Toyah Willcox
- Minx (1985), número 24 (UK Albums Chart)
- Desire (1987)
- Prostitute (1988)
- Ophelia's Shadow (con King Crimson) (1991)
- Leap! (casete) (1993)
- Take The Leap! (1994)
- Dreamchild (1994)
- Looking Back (1995)
- The Acoustic Album (1996)
- Velvet Lined Shell (miniálbum) (2003)
- In the Court of the Crimson Queen (2008)

### Álbumes en vivo con Toyah
- Toyah! Toyah! Toyah! (1980)
- Warrior Rock: Toyah on Tour (1982)

### Compilación con Toyah
- Toyah! Toyah! Toyah! (Conocida también como Toyah! Toyah! Toyah! All The Hits.  No confundir con el disco homónimo en vivo de inicios de los '80, 1984)
- Best Of Toyah (1994)
- Live & More: Live Favourites & Rarities (1998)
- The Very Best Of Toyah (1998)
- Proud, Loud & Heard: The Best Of Toyah (1998)
- The Safari Singles Collection Part I: 1979-1981 (2005)
- The Safari Singles Collection Part II: 1982-1983 (2005)

#### Colaboraciones
- The Stranglers & Friends Live en Concert (con los The Stranglers voz solista en cuatro canciones) (1982)
- Lion of Symmetry (con Tony Banks) (1986)
- The Lady or the Tiger (con Robert Fripp) (1986)
- Kneeling At The Shrine (con Robert Fripp y otros como Sunday All Over The World) (1991)
- Kiss Of Reality (con los Kiss Of Reality, voz solista en seis canciones (1993)
- Cabaret (con Nigel Planer) (1997)

## Filmografía parcial
- Jubilee, de Derek Jarman (1977)
- The Tempest, de Derek Jarman (1979)
- Quadrophenia, de Franc Roddam (1979)
- Anchoress, de Chris Newby (1993)

### Apariciones televisivas
- Il brivido dell'imprevisto (Tales of the Unexpected) (1982) - Blue Marigold

### Vídeos musicales
- Toyah at the Rainbow (1981) (registrazioni dal vivo al Rainbow Theatre)
- Good Morning Universe (1982) (registrazioni dal vivo della BBC dal Theatre Royal, Drury Lane)
- Toyah! Toyah! Toyah! (1984) (accompagnato all'omonima raccolta)
- Wild Essence - Live in the 21st Century (2005) (registrazioni dal vivo)

## Otros proyectos
- Wikimedia Commons contiene immagini o altri file su Toyah Willcox

- Datos: Q449360
- Multimedia: Toyah Willcox / Q449360